# Pericallia serena
Pericallia serena là một loài bướm đêm thuộc phân họ Arctiinae, họ Erebidae.